# Sim Ann

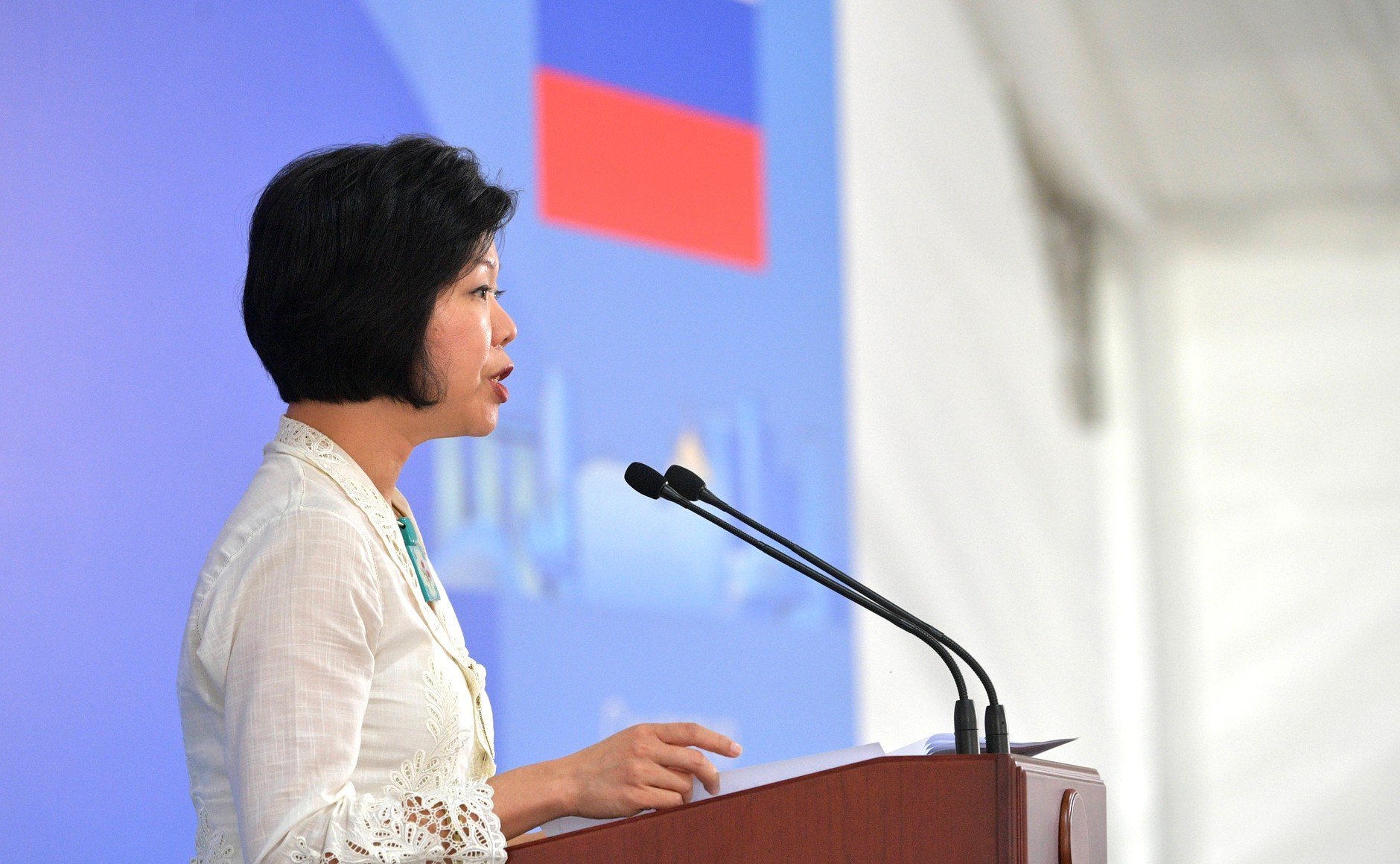
Sim Ann, 2018

Sim Ann (vereinfachtes Chinesisch: 沈颖; traditionelles Chinesisch: 沈穎; Pinyin: Shěn Yǐng; * 12. März 1975) ist eine singapurische Politikerin. Als Mitglied der regierenden People’s Action Party (PAP) des Landes ist sie die hochrangige Staatsministerin im Ministerium für Kultur, Gemeinschaft und Jugend sowie im Ministerium für Kommunikation und Information. Sie ist seit 2011 Abgeordnete und vertritt den Wahlkreis der Vertretung der Holland-Bukit Timah GRC.

## Karriere
Vor ihrer Wahl ins Parlament arbeitete Sim als Beamtin. Von 1998 bis 2000 war sie stellvertretende Direktorin für Finanzpolitik und Finanzplanung im Gesundheitsministerium von Singapur. Von 2000 bis 2003 war sie stellvertretende Direktorin für Umsetzungsplanung im Innenministerium. Von 2003 bis 2006 war sie stellvertretende Handelsdirektorin im Ministerium für Handel und Industrie und von 2007 bis 2009 wurde Sim als Regionaldirektorin zu International Enterprise Singapore abgeordnet. Mit Sitz in Shanghai leitete Sim ein Team, das in Singapur ansässige Unternehmen bei Investitionen und Verkäufen in der Region Ostchina unterstützte. Von 2009 bis 2011 war sie Direktorin des Nationalen Bevölkerungssekretariats und leitete die Bemühungen zur Umstrukturierung des Sekretariats in die Nationale Bevölkerungs- und Talentabteilung (National Population Secretariat).

### Politik
Bei den Wahlen 2011 wurde Sim als Abgeordnete für den Wahlkreis der Vertretung der Holland-Bukit Timah GRC (GRC) ins Parlament gewählt. Sie war Mitglied des PAP-Teams im GRC unter der Leitung des Außenministers Vivian Balakrishnan, welche das Team der Demokratischen Partei Singapurs mit 48.773 Stimmen (60,1 %) auf 32.406 Stimmen (39,9 %) besiegte das ist unter Tan Jee Say. Seit der Wahl vertritt sie die Gemeinde Bukit Timah im Wahlkreis.
Nach der Wahl wurde Sim zum Senior Parliamentary Secretary im Bildungsministerium und im Justizministerium ernannt. Anschließend wurde Sim am 1. September 2013 zur Staatsministern für Bildungsministerium und Ministerium für Kommunikation und Information ernannt.
Bei den Wahlen 2015 war Sim erneut Mitglied des PAP-Teams, das in Holland-Bukit Timah GRC. Das Team unter der Leitung der Außenministerin Vivian Balakrishnan besiegte das Team der Demokratischen Partei Singapurs mit 62.786 Stimmen (66,6 %) auf 31.494 Stimmen (33,4 %), welches von Chee Soon Juan geführt wird.
Am 28. September 2015 wurde bekannt gegeben, dass Sim mit Wirkung zum 1. Oktober 2015 die hochrangige Staatsministerin für das Finanzministerium und das Ministerium für Kultur, Gemeinschaft und Jugend sein wird.
Mit Wirkung vom 22. August 2016 gab Sim ihre Ernennung zum MOF zum Senior State Minister auf und übernahm die Rolle des Senior State Ministers im Ministerium für Handel und Industrie.
Am 1. Mai 2018 wurde Sim zur hochrangigen Staatsministerin im Ministerium für Kommunikation und Information ernannt und gab ihre Rolle im Ministerium für Handel und Industrie auf.

## Bildung
Sim wurde an der Raffles Girls' School und am Hwa Chong Junior College ausgebildet, bevor sie ein Stipendium des Präsidenten erhielt, um am Exeter College der Universität Oxford zu studieren, wo sie 1997 einen Abschluss in Philosophie, Politik und Wirtschaft (PSA) machte 1998 absolvierte sie einen Master of Arts in Politikwissenschaft an der Stanford University. Sim hat auch ein Postgraduate Diplom (PGD) in Übersetzen und Dolmetschen von der Nanyang Technological University, das sie 2005 abgeschlossen hat.

## Familie
Sim ist mit Mok Ying Jang verheiratet. Das Paar hat drei Kinder (zwei Söhne und eine Tochter).